# Henri Le Fauconnier

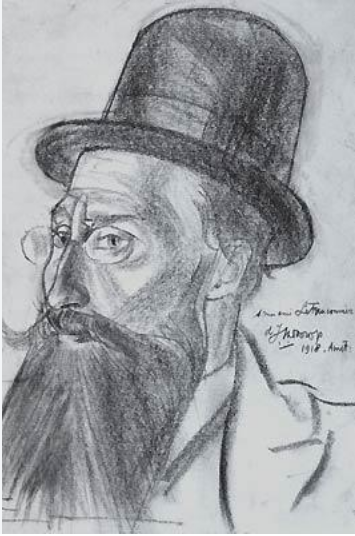
Henri Le Fauconnier, Kohle auf Papier, gewidmet und signiert von Jan Toorop, 1918

Henri Victor Gabriel Le Fauconnier (* 5. Juli 1881 in Hesdin; † 25. Dezember 1946 in Paris) war ein französischer Maler des Kubismus.

## Leben
Le Fauconnier wurde als Sohn des Arztes Louis Fauconnier und dessen Frau Gabrielle Roux in der Nähe von Calais geboren. Er kam 1901 nach Paris und war hier Schüler im Atelier von J. P. Laurens und an der Académie Julian (1906). Seit 1905 nannte er sich Le Fauconnier und stellte im Salon des Indépendents aus. 1908 hielt er sich ein Jahr lang in der Bretagne in Ploumanac’h auf. 1909 kam Le Fauconnier in Berührung mit den Malern Albert Gleizes und Robert Delaunay. Er wurde 1910 Mitglied der Neuen Künstlervereinigung München und machte 1911 eine Reise nach Italien. 1912 nahm er an der Kollektivausstellung im Folkwang Museum in Hagen teil, zu dessen Katalog er auch das Vorwort verfasste. Im selben Jahr wurde Le Fauconnier Leiter der Académie de la Palette in Paris. Er heiratete 1912 die Russin Maroussia Barannikoff. Der Erste Weltkrieg überraschte den Künstler in Holland, so dass er bis 1919 in den Niederlanden blieb, da er den Wehrdienst für Frankreich verweigerte. 1920 kehrte er nach Paris zurück. Ab 1923 bewohnte er im Sommer ein Haus in Grosrouvre in der Ile-de-France. Le Fauconnier starb an einem Herzanfall und seine Leiche wurde erst nach ungefähr zwei Wochen aufgefunden. Er wurde auf dem Friedhof von Grosrouvre bestattet.

## Leistung
Le Fauconnier durchlief im Laufe seines Lebens verschiedene künstlerische Phasen. Einer ersten neoimpressionistischen Periode (1905–1907) folgte die bretonische Periode (1908) in der Art der Nabis und der Fauves, die kubistische Periode (1909–1913) und die holländische Periode (1914–1919) im expressionistischen Stil. Die größte Bekanntheit erreichte der Künstler mit seinen kubistischen und vom Futurismus beeinflussten Bildern knapp vor dem Ersten Weltkrieg. In Holland wuchs die Bedeutung der Farbe in seinen Gemälden, während nach dem Ersten Weltkrieg eine verstärkte Hinwendung zu einer nüchternen realistischen Malerei zu verzeichnen ist.

## Werke

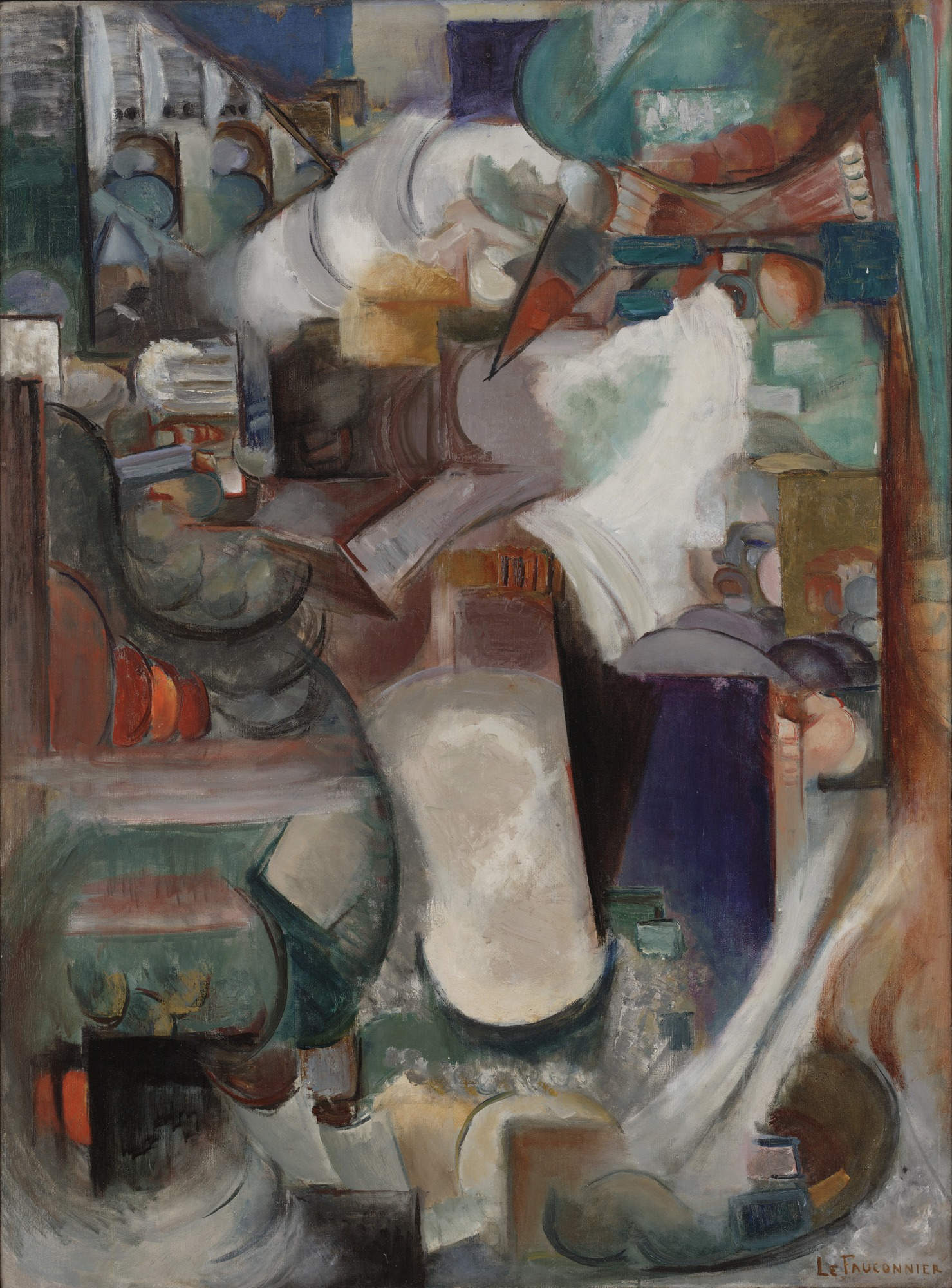
Jäger, Gemälde von 1912

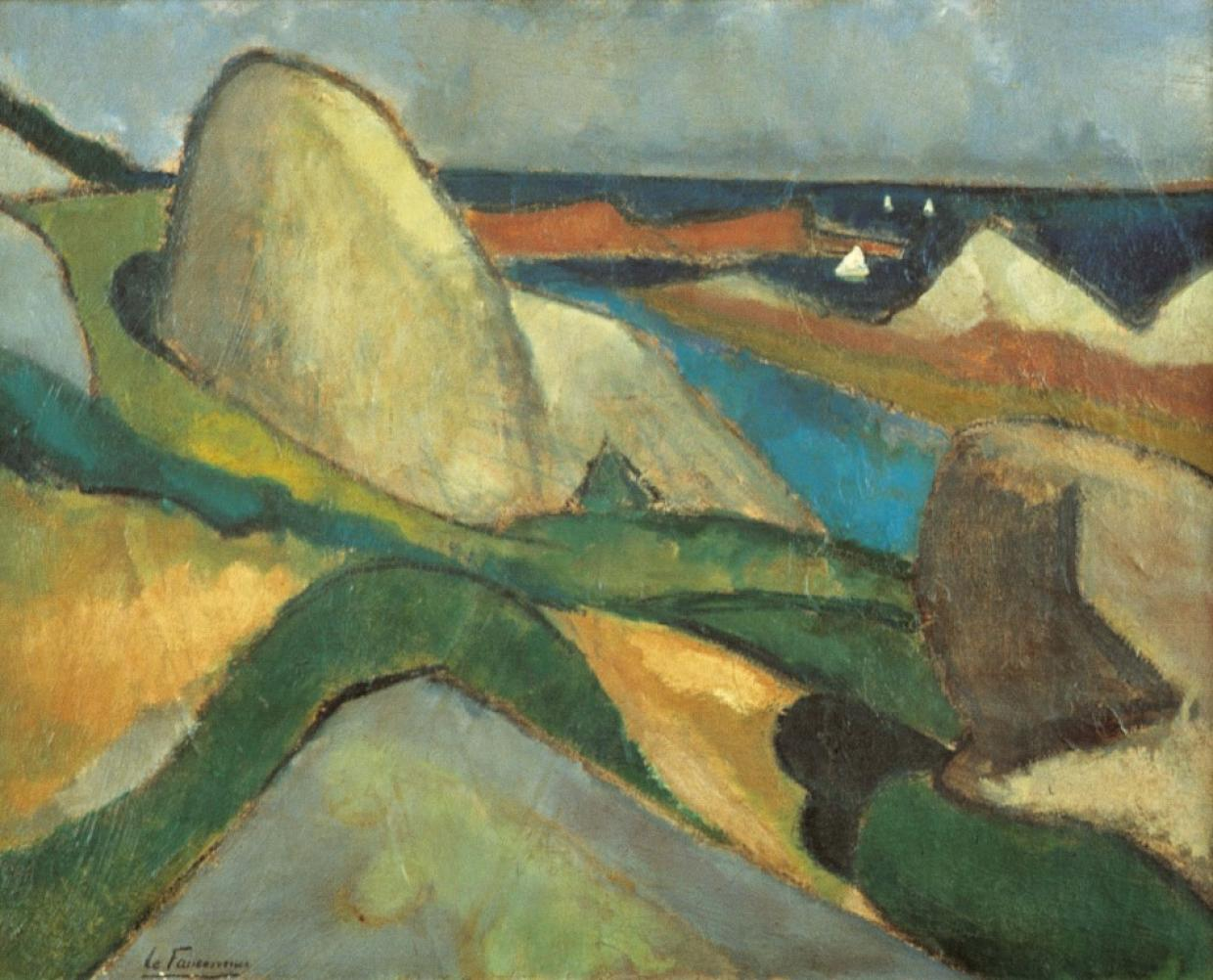
Ploumanac'h, Gemälde von 1908

- Kleines Schulmädchen (St. Petersburg, Eremitage), 1907, Öl auf Leinwand, 73 × 92,5 cm
- Bretonisches Mädchen (Bremen, Kunsthalle), 1908, 54,3 × 45,7 cm
- Bretonisches Kind (Lyon, Musée des Beaux-Arts), 1908, 55 × 46 cm
- Bretonische Landschaft (Gemeentemuseum Den Haag), 1908, 73,5 × 92 cm
- Porträt Pierre-Jean Jouvre (Paris, Musée d’Art Moderne), 1909, 81 × 100 cm
- Frau mit Fächer (Gemeentemuseum Den Haag), 1909, 146 × 97 cm
- Frau mit Spiegel (Gemeentemuseum Den Haag), 1909, 100 × 74 cm
- Porträt des Dichters Paul Castiaux (Martin J. Polak, Israel), 1910, 100 × 74 cm
- Ploumanac’h (St. Petersburg, Eremitage), 1910, 73 × 92 cm
- Landschaft bei Ploumanac’h (Privatbesitz), 1910, 65 × 70 cm
- Die Insel Bréhat (Privatbesitz), 1910, 90 × 71 cm
- Überfluss (Gemeentemuseum Den Haag), 1910–11, 191 × 123 cm
- Bergdorf (Museum of Art, Rhode Island School of Design), 1911, 100 × 81 cm
- Dorf in den Bergen (Privatbesitz), 1911, 92,5 × 72,5 cm
- Der See (St. Petersburg, Eremitage), 1911, Öl auf Leinwand, 92 × 72,5 cm
- Jäger (Gemeentemuseum Den Haag), 1911–12, 203 × 166,5 cm
- Jäger (New York, Museum of Modern Art), 1912, Öl auf Leinwand, 158,1 × 117,8 cm
- Landschaft bei Meulan Hardricourt (Gemeentemuseum Den Haag), 1912, 55 × 46 cm
- Baum (Haarlem, Frans Hals-Museum), 1912, 55 × 45,2 cm
- La toilette (Haags Gemeentemuseum), 1913, 159 × 117 cm
- Signal (St. Petersburg, Eremitage), 1915, Öl auf Leinwand, 80 × 99 cm
- Halbakt mit Rosenstrauß (Wien, Österreichische Galerie Belvedere), um 1920, Aquarell, Kohle auf Karton